# Подводные лодки проекта 949 «Гранит»
Подводные лодки проекта 949 «Гранит» — серия советских атомных подводных лодок с крылатыми ракетами П-700 «Гранит» 3-го поколения. По классификации НАТО — «Oscar-I».

## История проектирования

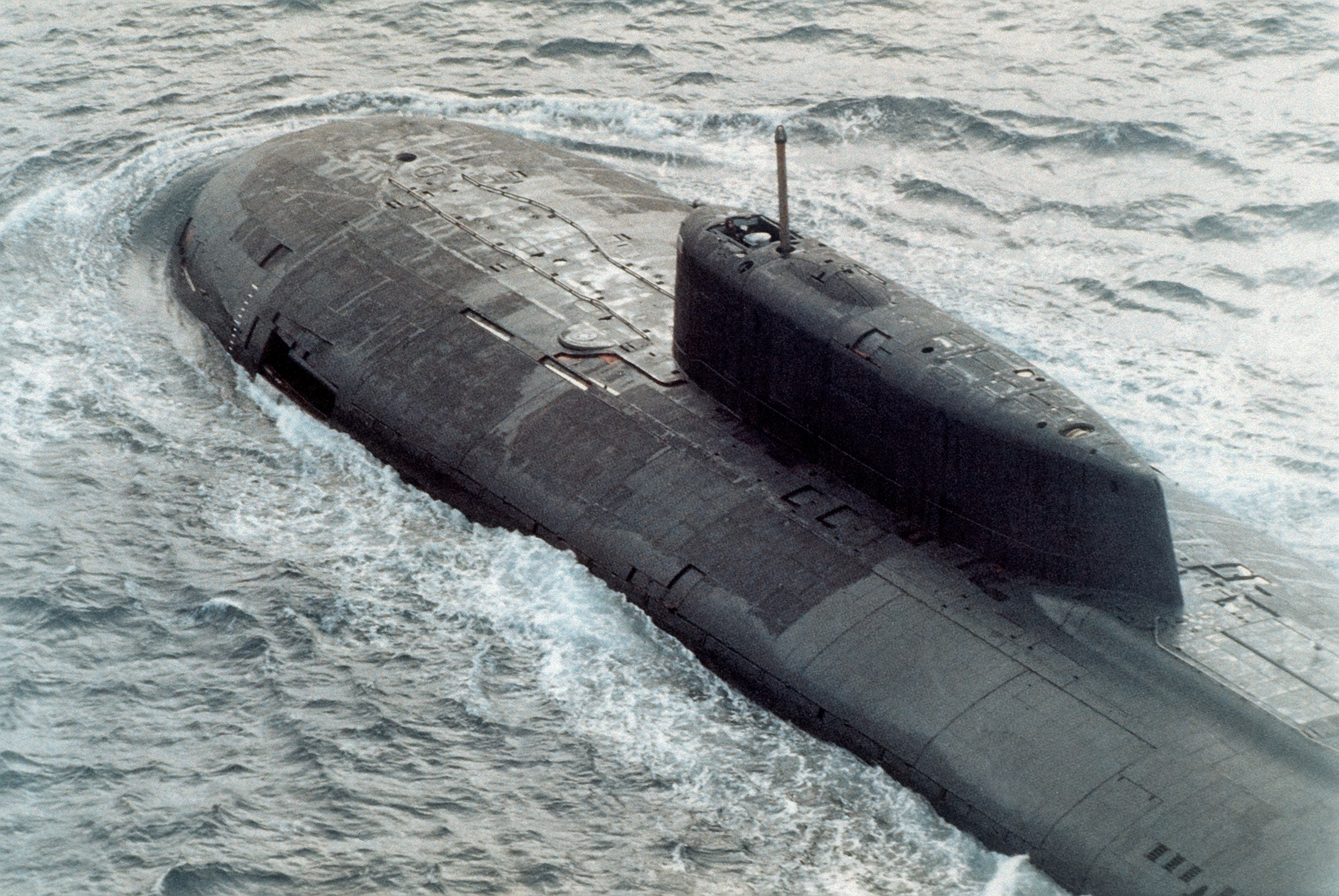
К-525 в 1986 году. Побортно от рубки видны квадратные крышки, под каждой из которых находится пара ракетных контейнеров

Задание на проектирование было выдано в 1969 году. Разработка проекта 949 стала новым этапом развития подводных лодок класса АПРК, на которые, в соответствии с концепцией асимметричного ответа, возлагалась задача противостояния авианосным ударным соединениям. Новые корабли должны были прийти на смену АПЛ второго поколения проектов 670 и 670М и в соответствии с техническим заданием превосходили их по всем основным параметрам — могли запускать ракеты как из надводного, так и из подводного положения, имели меньшую шумность, более высокую скорость подводного хода, втрое больший боезапас, причём ракеты П-700 «Гранит» кардинально превосходили по боевым возможностям ракеты П-70 «Аметист» и П-120 «Малахит» по дальности и массе. В создании ПЛАРК проекта 949 участвовало 129 предприятий 16 министерств Совмина СССР. На проекте было установлено около 150 головных и опытных образцов различных агрегатов и комплексов. Проект 949 стал вершиной и окончанием развития узкоспециализированных подводных лодок — «убийц авианосцев». Побортно от прочного корпуса, под углом к основной плоскости расположились 24 контейнера с ракетами П-700 «Гранит», что привело к росту ширины лёгкого корпуса до 18 метров.
Разрабатывало проект ЛПМБ «Рубин». При проектировании лодок широко применялись технические наработки полученные при строительстве подводных лодок проекта 661 «Анчар». Главный конструктор — П. П. Пустынцев, после его смерти в 1977 году назначен И. Л. Баранов. Стали первыми советскими подводными лодками 3-го поколения, для строительства подобных кораблей был создан специальный комплекс, включающий в себя новый эллинг и плавучий док. Церемония официальной закладки головной подводной лодки, состоялась 25 июля 1975 года.
Так как дальность полёта ракет достигала 550 км, то лодки проекта 949 не могли самостоятельно обеспечивать себе целеуказание на полную дальность, особенно из-под воды. Основным и наиболее устойчивым в боевой обстановке способом обнаружения и идентификации целей и передачи данных на стреляющие лодки была система морской космической разведки и целеуказания (МКРЦ) «Легенда», кроме неё применялись самолёты дальнего действия Ту-95РЦ. Позднее, во время службы кораблей проекта 949 в составе 11-й ДиПЛ, была отработана тактика применения этих кораблей в группе с многоцелевой АПЛ, которая также могла обеспечивать целеуказание.

## Представители
Всего планировалось построить около 20 кораблей этого проекта. После строительства двух подлодок производство продолжилось по улучшенному проекту 949А «Антей», которые должны были быть вдвое эффективнее АПЛ проекта 949 за счёт перевооружения перспективным ракетным комплексом, значительным снижением подводной шумности корабля и улучшением радиоэлектронного вооружения.
В 1996 году обе лодки отправили в ремонт, были планы по модернизации ракетного вооружения. Из-за недостатка средств вскоре оба корабля вывели из состава флота, а к 2006 году на средства Великобритании и Норвегии обе подводные лодки проекта 949 «Гранит» были утилизированы.
| Название            | Заводской номер | Закладка   | Спуск      | Вступление в строй | Списание | Статус               |
| ------------------- | --------------- | ---------- | ---------- | ------------------ | -------- | -------------------- |
| К-525 «Архангельск» | 605             | 25.07.1975 | 03.05.1980 | 30 декабря 1980    | 1996     | Утилизирована в 2005 |
| К-206 «Мурманск»    | 606             | 22.04.1979 | 10.12.1982 | 30.11.1981         | 1998     | Утилизирована в 2005 |

## Экипажи
Для каждого из двух кораблей проекта были сформированы по три экипажа — основной, дублирующий и технический. Оба корабля и все экипажи входили в состав 11-й дивизии подводных лодок Северного флота.
Кроме основных экипажей на К-525 служили 24-й экипаж и 525-й технический экипаж, а на К-206 — 504-й экипаж и 590-й технический экипаж. Также на базе 11-й дивизии в 1984 году был сформирован 587-й экипаж АПЛ проекта 949, в дальнейшем переформированный для проекта 949А.